# Markusy (gemeente)
De gemeente Markusy is een landgemeente in het Poolse woiwodschap Ermland-Mazurië, in powiat Elbląski.
De zetel van de gemeente is in Markusy.
Op 30 juni 2004 telde de gemeente 4085 inwoners.

## Oppervlakte gegevens
In 2002 bedroeg de totale oppervlakte van gemeente Markusy 108,56 km², waarvan:
- agrarisch gebied: 75%
- bossen: 4%

De gemeente beslaat 7,59% van de totale oppervlakte van de powiat.

## Demografie
Stand op 30 juni 2004:
| Omschrijving                   | Totaal | Totaal | Vrouwen | Vrouwen | Mannen | Mannen |
| ------------------------------ | ------ | ------ | ------- | ------- | ------ | ------ |
| eenheid                        | aantal | %      | aantal  | %       | aantal | %      |
| inwoners                       | 4085   | 100    | 2011    | 49,2    | 2074   | 50,8   |
| bevolkingsdichtheid (inw./km²) | 37,6   | 37,6   | 18,5    | 18,5    | 19,1   | 19,1   |

In 2002 bedroeg het gemiddelde inkomen per inwoner 1345,24 zł.

## Administratieve plaatsen (sołectwo)
Balewo, Brudzędy-Stare Dolno, Dzierzgonka, Jezioro, Kępniewo, Krzewsk, Markusy, Nowe Dolno, Rachowo, Stalewo, Stankowo-Topolno, Węgle-Żukowo, Wiśniewo, Zwierzno, Zwierzeńskie Pole, Złotnica, Żółwiniec-Jurandowo, Żurawiec.

## Aangrenzende gemeenten
Dzierzgoń, Elbląg, Gronowo Elbląskie, Rychliki